# Stronger (Kanye West)
Stronger è il terzo singolo estratto dall'album di Kanye West:Graduation. Il videoclip contiene numerosi riferimenti al film d'animazione giapponese Akira di Katsuhiro Ōtomo. Questo singolo si basa su un campionamento della canzone Harder, Better, Faster, Stronger dei Daft Punk.
Nel 2021 è stato inserito nella lista dei 500 migliori brani musicali secondo Rolling Stone. 
Di Kanye West, questo è un brano motivazionale che parla dell'idea di resilienza e di acquisire forza e di cercare di migliorare nei momenti difficili.

## Tracce
CD singolo (UK)
1. Stronger (Album Version - Explicit)
2. Can't Tell Me Nothing (Album Version - Explicit)

CD singolo (internazionale)
1. Stronger (album version)
2. Stronger (instrumental)
3. Can't Tell Me Nothing
4. Stronger (video)

Disco 12" (UK)
1. Stronger (radio edit)
2. Stronger (LP dirty)
3. Stronger (instrumental)
4. Stronger (LP clean)

## Classifiche
| Classifica                           | Posizione raggiunta |
| ------------------------------------ | ------------------- |
| Australian ARIA Charts               | 2                   |
| Brazilian Hot 100                    | 10                  |
| Billboard Canadian Hot 100           | 1                   |
| Czech IFPI Chart                     | 27                  |
| Danish Singles Chart                 | 7                   |
| Euro 200 (EU)                        | 7                   |
| German Singles Chart                 | 17                  |
| Irish Singles Chart                  | 2                   |
| Italian Singles Chart                | 35                  |
| Norway Top 20                        | 3                   |
| Polish National top 50               | 16                  |
| Portugal Singles Chart               | 30                  |
| Swedish Top 60                       | 19                  |
| Turkish Singles Chart                | 1                   |
| New Zealand RIANZ Top 40             | 1                   |
| Official Singles Chart               | 1                   |
| U.S. Billboard Hot 100               | 1                   |
| U.S. Billboard Hot R&B/Hip-Hop Songs | 30                  |
| U.S. Billboard Hot Rap Tracks        | 3                   |
| U.S. Billboard Pop 100               | 1                   |

## Cover dei Thirty Seconds to Mars
I Thirty Seconds to Mars registrarono una cover di Stronger per BBC Radio 1, che fu inserita nella compilation Radio 1's Live Lounge 2 e in una versione per il Regno Unito del singolo di "From Yesterday". La cover presenta un tempo più lento di chitarra e tralascia l'irriverenza che fu espressa con altre parole dal cantante Jared Leto. Nel 2009, la cover dei Thirty Seconds to Mars vinse il premio Ultimate Live Lounge Cover dalla BBC.

## Curiosità
- Il singolo è stato utilizzato per uno spot della NBA su sportitalia durante la stagione 2009-2010 e nel film commedia americana Una notte da leoni 2.

- La traccia è inclusa nella colonna sonora del film Never Back Down - Mai arrendersi.

- Il singolo, inoltre, è stato usato come colonna sonora del trailer del videogioco "Watch Dogs 2".